# Māris Verpakovskis
Māris Verpakovskis (Liepaja, 15. listopada 1979.), latvijski umirovljeni nogometaš.
Nogometnu je karijeru započeo u rodnom gradu igrajući za lokalnu Baltiku prije početka seniorske karijere u Liepājas Metalurgsu. Na kraju 2000. potpisuje za tada neprikosnovenog prvaka države Skonto.
Latviju je napustio u prosincu 2003. s nagradom navijača za najboljeg igrača momčadi, te preselio u ukrajinski Dinamo Kijev. Tome su mu najviše pomogle kvalifikacije za EURO 2004. u kojima je sa 6 golova u 10 utakmica uspio senzacionalno odvesti Latvijce na smotru najboljih europskim momčadi u Portugal gdje postiže jedan pogodak.
U Dinamu je nastavio tamo gdje je stao u Skontu, te 2004. bio proglašen najboljim igračem godine, ali do 2005. izgubio svoje mjestu u prvih 11.
Sezone 2006./07. bio je blizu prelaska u zagrebački Dinamo, ali na kraju otišao na 250,000 dolara vrijednu posudbu u španjolski Getafe. U vrlo dobroj momčadi Bernda Schustera postigao je tek 1 pogodak u 12 utakmica, no, u klubu su ga željeli zadržati. Ipak, vratio se u Kijev te početkom srpnja 2007. otišao na jednogodišnju posudbu u splitski Hajduk s opcijom otkupa ugovora na kraju sezone.
Jesenski dio sezone nije bio toliko uspješan kao početak proljetnog kada se pokazuje kao vrlo dobro pojačanje. Međutim, zadesila ga je ozljeda zbog koje propušta zadnja 3 mjeseca sezone i svoje karijere u Hajduku, te se na ljeto potiho vratio u Kijev.
Statistika u Hajduku
| Natjecanje        | Nastupi | Zgoditci |
| ----------------- | ------- | -------- |
| Prvenstvo         | 18      | 5        |
| Kup               | 4       | 0        |
| Superkup          | 0       | 0        |
| Međunarodne       | 1       | 0        |
| Splitski podsavez | 0       | 0        |
| Ukupno            | 3       | 0        |
| Prijateljske      | 4       | 2        |
| Sveukupno         | 26      | 5        |